# Roberto d'Arbrissel
Roberto d'Arbrissel (Arbrissel, Bretanha, 1047 — Orsan, 25 de fevereiro de 1117) foi um anacoreta e pregador.

## História

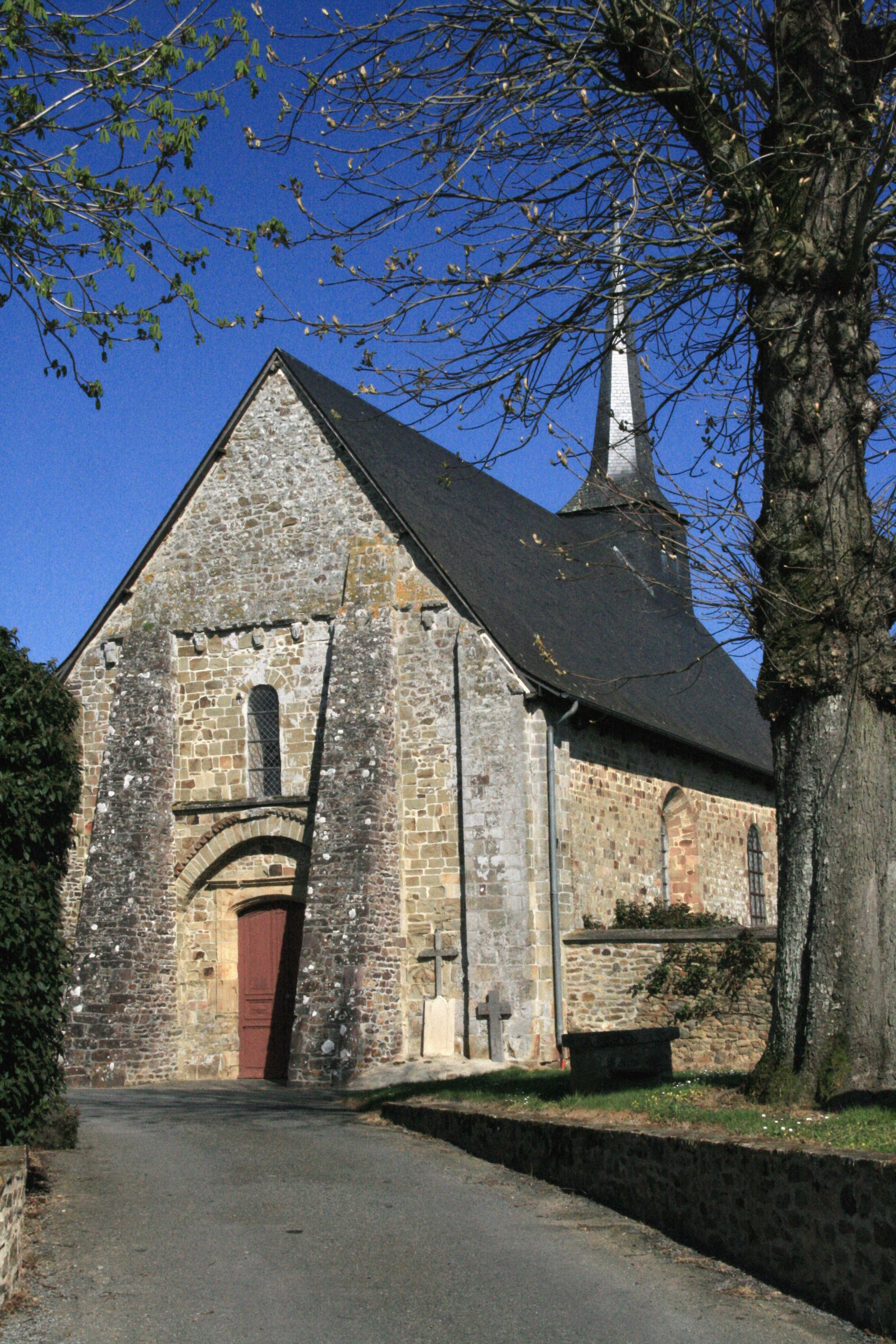
Igreja "Notre-Dame d'Arbrissel" - séculos XI e XII

Foi o fundador da ordem de Fontevrauld, uma ordem dulpa para monges e freiras (1100-1101), ele fundou três mosteiros: dois femininos e um masculino, destinados a amparar os leprosos. Para dirigir estas instituições, ele nomeou a nobre dama Petronilla de Chemillé, com autoridade, inclusive, sobre o mosteiro masculino.
Ao final do ano de 1100, ele foi convocado pelo sínodo de  poitiers que lhe propos a divisão dos adeptos de seu convento. Esta ordem espalhou-se pela França, Espanha e Inglaterra, desaparecendo com a revolução francesa.